# Pudd'nhead Wilson
Pudd'nhead Wilson è un film muto del 1916 diretto da Frank Reicher.
Il soggetto, tratto dal romanzo omonimo di Mark Twain, è stato adattato per Pudd'nhead Wilson, episodio della serie tv American Playhouse (1984) diretto da Alan Bridges.

## Trama
Nei vecchi tempi del Sud, prima che scoppiasse la guerra civile, l'avvocato Pudd'nhead Wilson viene sbeffeggiato dai suoi concittadini perché è uno strenuo assertore della validità, come prova, delle impronte digitali la cui importanza ancora non è stata riconosciuta. Due dei suoi campioni, sono le impronte infantili di Tom Driscoll, il figlio di una donna bianca, e quelle di Chambers, figlio di una mulatta. Entrambi i ragazzi hanno lo stesso padre ed entrambi hanno la stessa età. Dopo la loro nascita, Roxy, arrabbiata con Driscoll, scambia i due bambini.
Da grande, il falso Tom uccide lo zio e cerca di addossare la colpa sul suo valletto, che è il vero Tom. Pudd'nhead difende l'accusato e, mentre compara le impronte digitali con quelle vecchie, scopre lo scambio fatto anni prima. L'avvocato riesce a convincere una giuria molto scettica dell'infallibilità delle impronte digitali: il vero Tom viene riconosciuto come l'erede dei Driscoll mentre il falso finisce in carcere.

## Produzione
Il film fu prodotto dalla Jesse L. Lasky Feature Play Company.

## Distribuzione
Distribuito dalla Paramount Pictures, il film uscì nelle sale cinematografiche USA il 31 gennaio 1916.